# Gray's Anatomy
Gray's Anatomy és una pel·lícula documental americano-britànica de Steven Soderbergh. La pel·lícula està construïda al voltant d'un llarg monòleg de l'actor/escriptor Spalding Gray que realitza investigacions de medicina no convencional per curar la seva malaltia. Spalding Gray ja ha escrit i ha interpretat en altres projectes idèntics. Es va suïcidar el 2004.
El títol de la pel·lícula remet al llibre mèdic Anatomia de Gray de Henry Gray. La pel·lícula es va presentar l'11 de setembre de 1996 al Festival Internacional de Cinema de Toronto. Va ser rodada en deu dies, a finals de gener de 1996.
Una versió remasteritzada va ser llançada per The Criterion Collection en DVD i Blu-ray el juny de 2012.

## Argument
L'actor Spalding Gray parla de la malaltia que ha tingut als ulls i sobre els nombrosos remeis que ha hagut d'utilitzar per curar-la...

## Repartiment (en el seu propi paper)
- Spalding Gray
- Mike McLaughlin
- Melissa Robertson
- Alvin Henry
- Alyne Hargroder
- Buddy Carr
- Gerry Urso
- Chris Simms
- Tommy Staub
- Kirk A. Patrick Jr.